# 1 Cal Plaza
One California Plaza
1 Cal Plaza, antes chamado de One California Plaza, é um arranha-céu de 42 andares ee  176 m (577 ft) de altura, localizado em Los Angeles, Califórnia. Atualmente é o 16° edifício mais alto de Los Angeles. Junto com um segundo arranha-céu, o Two California Plaza, faz parte do projeto California Plaza.
O edifício foi concluído em 1985, o One California Plaza possui uma área de  92.144,6 m² de escritórios. As torres foram desenhadas por Arthur Erickson Architects e foi nomeada BOMA Building of the Year em 1989.

## História

### Projeto
O California Plaza foi um projeto de dez anos e custou US$ 1,2 bilhão. Iniciado em 1983, a torre Two California Plaza foi concluída em 1992 durante uma queda significativa no mercado imobiliário de Los Angeles. A torre abriu com apenas 30% de seu espaço alugado e as taxas gerais de vacância no espaço do escritório no centro da cidade chegaram a 25%. Foram quase 10 anos antes dos altos edifícios serem concluídos em Los Angeles. O projeto California Plaza foi originalmente planejado para incluir três grandes edifícios em vez de dois. O Three California Plaza iria ter 65 andares, sua localização foi planejada ao norte da 4ª St., diretamente em Olive St., e foi planejado para hospedar a sede permanente do Metropolitan Water District.

## Cultura popular
- no filme Cloverfield de 2008, um Raio atómico de terremoto acaba atigindo e destruindo varias partes do edificio do teto maior para baixo causando uma grande explosao.
  - No jogo de videogame, GTA V, o edifício aparece localizado na cidade fictícia, Los Santos, conhecido como FIB Headquarters (paródia da FBI).
- O edifício também aparece no filme de 2009, 2012, se colidindo com o Two California Plaza, após um forte terremoto atingir Los Angeles.